# Assemble With Care
Assemble With Care — игра-головоломка, выпущенная компанией Ustwo. Игрок управляет Марией, которая должна ремонтировать сломанные предметы и одновременно узнать об истории владельцев этих предметов. Игра была выпущена в сентябре 2019 года для  iOS, MacOS, и tvOS в рамках подписки Apple Arcade. Версия для Microsoft Windows была выпущена 26 марта 2020 года. В октябре 2023 года игра перестала быть эксклюзивной по подписке Apple Arcade и её можно было приобрести в App Store.
Игра разрабатывалась той же командой, что создала Monumet Valley и Monument Valley 2. На этот раз они хотели создать игру с антуражем 1980-x годов о починке предметов и личных историях. Анимация создавалась с эффектом покадровой анимации.
Критики оценили трогательное сюжетное повествование в игре, её расслабляющую атмосферу, они оценили управление в игре, приспособленное для сенсорного экрана, но остались недовольны продолжительностью игры.

## Игровой процесс

Демонстрация игрового процесса

Assemble With Care представляет собой головоломку со сценами, где требуется взаимодействовать с предметами, чтобы починить их. Игрок управляет Марией, которая работает реставратором и чинит всевозможные размеры. Она остановилась в испанском городке Белларива во время фестиваля еды и получает множество заказов. Игра начинается с обучения, где Мария распаковывает свой чемодан. Управление в игре сводится к захвату и перетаскиванию предметов.
Мария чинит различные предметы — магнитофоны, камеры итд. Она должна заменять шестерёнки, подключать провода, заменять повреждённые детали, игра предлагает несколько мини-игр. Вместе с каждым следующем уровнем Мария должна чинить всё более сложные устройства с большим количеством деталей. Процесс починки предмета сопровождается рассказами владельцев этих предметов. Мария не просто восстанавливает предмет, но и знакомится с владельцами этих предметов и помогает восстановить отношения. В игре доступны 13 глав, в ней нет подсказок.

## Разработка
Игра стала одной из первых, выпущенных для Apple Arcade. Assemble With Care разрабатывалась на протяжении 18 месяцев. Создание игры началось после выпуска  Monument Valley 2 в 2017 году. Разработчики заметили, что не хотели ограничивать себя конвейерным выпуском сиквелов и хотели создать что-то новое, на этот раз разработчики решили создать игру о починке предметов и историях владельцев этих предметов. Команда разработчиков была собрана начале 2018 года, чтобы выпустить игру в сентябре 2019 года. На пике разработки в команде работало 12 человек — 4 программиста, 3 художника, 2 дизайнера и звукорежиссер. Игра была создана на движке Unity.
Многие идеи в игре было предложены техническим художником Максом ван дер Мерве. Если в Monument Valley и её продолжении разработчики делали акцент на простых формах и минимальной палитре, то Assemble with Care должна была ощущаться более живой и уютной. Разработчики вдохновлялись анимационными фильмами «Старик и море» и «Ван Гог. С любовью, Винсент». Разработчики хотели передать ощущение оживших картин, с которыми игрок может взаимодействовать. В игру для этой цели был внедрён эффект «покадрового шума», имитирующего неточности, образованные при прорисовке отдельных кадров. Для этого разработчики использовали Simplex Noise — пошаговое анимированное смещение поверхности, происходящее 5 раз в секунду. Цветовая палитра создавалась с учётом того, чтоб игрок легко распознавал отдельные детали на экране. Игра с встроенным плагином тестировалась на разных устройствах Apple на скорости, в 16 раз превышающей реальный темп игры. Это позволяло выявлять и исправлять внутриигровые ошибки.
Работая над сюжетом, разработчикам было важно передать ценность сопереживания и понимания с людьми, несмотря на их разное мнение. Игра также является любовным посланием 1980-м годам, когда технику можно было чинить. На это время пришлось детство разработчиков, многие предметы, представленные в игре связанны с их детством. Разработчики заметили, что среди старых игроков Assemble With Care призвана вызвать ностальгию, а молодым игрокам показать раннее неизвестные факты о старой технике.
Томас Уиллиамс работал звукорежиссёром, он работал над мелодиями, призванными передать характер героини и отразить различные истории разных персонажей. Саундтрек также отражал обстановку 1980-х годов, отсылал к поп-музыке и саундтреков к фильмам того времени. Звуковые эффекты Уиллиам записывал с участием предметов с похожими текстурами и материалами. Диалоги были записаны с участием нескольких актёров. Ребекка Лашанс озвучила главную героиню Марию, Сайлас Карсон — Джозефа, Карла Кром — Кармен, Белла Луундгард — Иззи, Нина Туссен-Уайт — Елену, Сисси Джонс — маму Марии.

## Критика
| Сводный рейтинг    | Сводный рейтинг |
| Агрегатор          | Оценка          |
| ------------------ | --------------- |
| Metacritic         | 72/100          |
| Иноязычные издания |                 |
| Издание            | Оценка          |
| TouchArcade        | [ 4 ]           |
| Gamezebo           | 80/100          |
| Multiplayer.it     | 8.0             |
| Destructoid        | 7.5             |
| Edge               | 50%             |

Игра получила преимущественно положительные оценки от игровых критиков. Средняя оценка составила 71 балла из 100 возможных.
Тайлер Вудворд с сайта TouchArcade назвал Assemble With Care потрясающей игрой, одной из лучших мобильных игр, сохраняющей баланс между головоломками и историей. Сиджей Андриессен с сайта Destructoid заметил, что Assemble With Care — один из немногих, но прекрасных примеров креативных мобильных игр, созданных на мобильном рынке, изобилующем условно-бесплатными играми c агрессивной монетизацией. Николь Карпентер с сайта Polygon заметила, что есть некоторая ирония в том, что игра о ремонте вещей является эксклюзивной для Apple Arcade. Игра лучше подходит для коротких игровых сеансов, иначе игрок рискует быть перегружен историями.
Критики похвалили в игре её повествовательную часть. Вудворд признался, что в играх он обычно пропускает диалоги, но в этой игре с удовольствием изучил всю историю. Озвучивание истории улучшает игровой опыт. Представительница Polygon заметила, что Assemble With Care — игра прежде всего о истории, а не головоломках.
Обозреватели похвалили расслабляющий тем игры. Критик Touch Arcade заметил, что центральную роль Assemble With Care играет атмосфера. Игра идеально подойдёт любителям медлительных головоломок. Аналогично критик Destructoid заметил, что ни одна головоломка не делает вызов игроку, но способна подарить игроку чувство умиротворения, этому во многом способствует качественное сенсорное управление. Сэм Симмонс с сайта Gamezebo также оценила успокаивающий и приятный геймплей, заметив, что ощущала, будто действительно разбирала предметы и возвращала им былую славу, она однако упрекнула игру за недостаток игрового материала и повторяющийся геймплей. Некоторые критики остались недовольны короткой продолжительностью игры. 